# Louis Ozawa Changchien
Louis Ozawa Changchien (nacido el 11 de octubre de 1975, en Queens, Estados Unidos) es un actor norteamericano, conocido por sus roles en la película de 2010 Predators y en El legado de Bourne, de 2012.

## Vida privada
Louis Ozawa Changchien nació en Queens, Nueva York y creció entre Nueva York y Japón. Es hijo de madre japonesa, diseñadora de joyería y bisutería, y de padre taiwanés.

Acudió al instituto Stuyvesant y a la universidad de Brown, donde consiguió un master en Bellas Artes, en la categoría de actuación.

## Carrera
Changchien apareció por primera vez en la película de 1999 On the Q.T. como Kenneth, junto a James Earl Jones. Desde entonces, ha aparecido en varias películas populares, incluyendo Robot Stories, Caza a la espía, Predators y El Legado de Bourne.

También ha aparecido como artista invitado en series como Ley & Orden, 3 libras, Héroes y Villanos (serie documental de la BBC de 2008), El declive de Patrick Leary y Familia de policías.

## Filmografía
| Películas  | Películas                   | Películas                           | Películas        |
| Año        | Película                    | Rol                                 | Notas            |
| ---------- | --------------------------- | ----------------------------------- | ---------------- |
| 1999       | On the Q.T.                 | Kenneth                             | Debut            |
| 2003       | Robot Stories               | Wilson                              |                  |
| 2008       | Tomorrow Arigato            | Hiro                                |                  |
| 2008       | Pretty to Think So          | Jiwon Kwon                          |                  |
| 2008       | Gigantic                    | Matsubara                           |                  |
| 2010       | Caza a la espía             | Analista nervioso 1                 |                  |
| 2010       | Predators                   | Hanzo                               |                  |
| 2011       | The Miraculous Year         | Tamil Lee                           | Película para TV |
| 2011       | Lefty Loosey Righty Tighty  | Michael                             |                  |
| 2012       | Things I Don't Understand   | Tao                                 |                  |
| 2012       | El legado de Bourne         | LARX #3                             |                  |
| 2012       | American Falls              | Toru Suzuki                         | Corto            |
| 2012       | Indelible                   | Clio Choi                           |                  |
| Televisión |                             |                                     |                  |
| Año        | Título                      | Rol                                 | Notas            |
| 2006       | Ley & Orden                 | Director del equipo fugitivo Nguyen | 1 episodio       |
| 2006       | 3 libras                    | Enfermero de UCI                    | 1 episodio       |
| 2008       | Héroes y Villanos           | Hideaki Kobayakawa                  | 1 episodio       |
| 2011       | El declive de Patrick Leary | Event Staffer                       | 1 episodio       |
| 2012       | Familia de policías         | Abdul Sayid                         | 1 episodio       |